# آرام آلچوجیان
آرام آلچوجیان (ارمنی: Արամ Ալչուջեան؛ زادهٔ ۱۸۹۴ - درگذشته ۲ آوریل ۱۹۶۷) یک نویسنده اهل ارمنستان بود.

## زندگی‌نامه
در ۱۸۹۴ در قارص به دنیا آمد وی در ۱۸۹۸ به باکو نقل مکان نمود و تحصیلات ابتدایی را در مدرسه شش‌کلاسه شاماخی فراگرفت. یک سال دیگر در مدرسه ارمنی آخالتسخیه تحصیل نمود. در ۱۹۱۲ در دانشگاه خارکوف تحصیل نمود اما در ۱۹۱۳ به باکو بازگشت. در سال ۱۹۱۸ به قفقاز و سپس ارمنستان رفت. ۱۹۲۱ به ایران نقل مکان نمود.  وی در ۲ آوریل ۱۹۶۷ در سن ۷۳ سالگی در جلفای نو درگذشت.